# 金色先锋
金色先锋（英語：Booster Gold，又譯作黄金后援和金强人，音译为布斯特·戈尔德）是一名由DC漫画公司创作的虚构超级英雄。由丹·杰金斯创作，他首次亮相于《金色先锋》#1（1986年2月），并成为正义联盟的成员。该角色最初被设计为一名来自未来、追名逐利、爱出风头的人，利用自己对历史事件的知识和来自未来的技术将自己打造为一名公众形象比较高调的英雄。随着他出版历史的发展以及经历过个人悲剧，在他自己形成的名声牵制下逐渐成为了一名真正的英雄。

## 出版歷史

金色先锋首次亮相在《金色先锋》第一卷#1（1986年2月）。封面画师为丹·杰金斯。

金色先锋首次出现在《金色先锋》#1（1986年2月）中，在《无限地球危机》之后作为一个重要角色被引入到DC宇宙中。次年他就常规性地出现在《正义联盟》系列漫画中了，在1996年战队解散前金色先锋一直是团队成员。他与联盟前成员形成“超级战友”（英語：Superbuddies）出现在《前身为正义联盟》（英語：Formerly Known as the Justice League）迷你系列及其在《JLA：机密》（英語：JLA: Classified）上的续篇《我不能相信这不是正义联盟》（英語：I Can't Believe It's Not the Justice League）中。
在2007年3月16日的洛杉矶巫师世界中，丹·迪迪奥宣布了一项新的连载系列，名为《全新金色先锋》（英語：All-New Booster Gold），之后出版简名为《金色先锋》。这一系列紧接在《52》事件之后，最初由杰夫·琼斯与杰夫·卡兹合作编写、丹·杰金斯和诺姆·雷普穆德合作绘画。该系列的主要情节是金色先锋秘密地在DC宇宙中时间旅行。系列中作为补充角色出现的人物还有利普·亨特、斯基茨以及金色先锋的祖先丹尼尔·卡特和罗斯·莱文。该新系列的宣传词是：“你从未听说过的最伟大的英雄！”（英語：The greatest hero you've never heard of!）。卡兹和琼斯创作了此书的12期后离开（#1～10、#0以及一百万）。杰金斯和雷普穆德继续留在创作团队之中。杰金斯承担接下来四期的写作任务，查克·狄克逊和里克·雷蒙德在其中穿插工作。
2010年五月基思·吉芬接手了《金色先锋》专题，将金色先锋的故事与为期26周的迷你系列——《正义联盟：迷惘的一代》衔接在一起，故事情节是金色先锋与火、冰和原子隊長联手挫败复活的麦克斯韦·洛德。从2010年七月直到2011年二月，金色先锋与瑞普·亨特、绿灯侠和超人一起作为六期迷你系列——《时间大师：消失点》的主角，《时间大师：消失点》是《布鲁斯·韦恩归来》故事弧的一个部分，重新引入了逆闪电并为2011年DC交叉大事件《闪点》做背景铺垫。杰金斯在主期刊《金色先锋》第44期时回到创作团队之中。

## 虚构角色传记
金色先锋的真實身分為迈克尔·琼·卡特（英語：Michael Jon Carter），出生于25世纪的高譚市，家境贫困。他和他的妹妹米歇尔并不知道为何父亲离他们而去，事实上是因为他们的父亲因赌博而把家里的钱全输光了。但幸运的是，他是一个天才运动员，他设法进入了哥谭大学赞助的足球奖学金。在学校，金色先锋成为了一个出色的足球四分卫，并且有着光明的前途。但后来他的父亲重新进入了他的生活并说服他赌球。但后来他的行为被曝光了，光明的未来被打破。他在大都会找到了一份夜间看守太空博物馆的工作，在那里他开始研究过去的超级英雄和恶棍们，特别是20世纪。借助一个名叫斯基茨的安全机器人，他从博物馆偷走了一些装备，其中包括超级英雄军团的飞行戒指和布莱尼亚克-5的原力场带。他也利用利普·亨特的时间机器，进行时空旅行到20世纪，他的意图就是成为一个超级英雄，并成立自己的公司、享受舒适的生活。因此，他是一个无耻的以自我为中心的人，且痴迷名利和财富的另类英雄。
卡特作为一个足球运动员时的昵称是“Booster”，但他在20世纪作为一名超级英雄时的昵称是“金星”（Goldstar）。他救下当时的罗纳德·里根总统之后，总统介绍卡特为“Booster Gold”，因此卡特就将此称谓沿用了下去。

### 名望
金色先锋原被设定于大都会，超人的城市。他开始了他的英雄生涯：阻止了刺客齐勒（参议员1000手下的一个特务）刺杀美国总统并夺权篡位的阴谋。因为这次营救总统的行动，他曝光于公众，金色先锋获得了许多广告和电影的片约。在金色先锋的超人生涯中，他的姐妹米歇尔·卡特，有一件磁力外套，也步他的后尘，成为了“黄金之星”。但她后来死于与另一位空间的莫名生物作战的战场上。在积累了一些小的财富之后，金色先锋创建了金星公司（后来的金色先锋国际公司）作为一个控股公司，并聘请德克·戴维斯作为其代理人。在千禧年事件中，戴维斯透露，他是一名伪装成人类的猎人手，并已抽走金色先锋帐户内的钱，为了让金色先锋别无选择，只能加入猎人手的计划。虽然猎人手最终失败了，但金色先锋也破产了。

## 能力
金色先锋从未来博物馆偷来的物品中获得了力量。他的能量外套使他拥有超级力量，腕部雷管使他能够发出强力的冲击波。腕部雷管包含了基本的控制设备、通讯设备、监测通信频率的设备等。原力场带是他的战斗服的一部分，其产生的电路环流可使金色先锋避免物理和能量的冲击，他还可以使用原力场带产生强力以击退敌人，并能产生一种可呼吸的小环境。该原力场带围绕在金色先锋身上，但可以展开，甚至脱离。护目镜有红外扫描和放大的功能。除此之外，金色先锋借助超级英雄军团的飞行环可以进行飞翔。金色先锋也可以吸收物质并把它变成原始形态或融化形态，这使得他的原力场带一度能量耗竭。

## 經歷

### 正义联盟

金色先锋与他的友人藍甲蟲

金色先锋是一个80年代末、90年代初在《正义联盟》中的重要的人物，是由作家凯斯·吉芬 和约翰·马克·德马泰斯对《正义联盟》进行的重新修订。金色先锋经常与蓝甲虫结伴而行，他们迅速成为了朋友。他们俩在公众场合显得更引人注意，并把回购建造娱乐博彩中心（国际正义联盟俱乐部，在酷伊酷伊酷伊岛上）也算入了他们的账内。
由于他对声誉太多贪得无厌的向往，金色先锋退出了联盟，并建立了联合大企业，其资金是来自于该团队的赞助商。金色先锋和他的团队有决心履行英雄的职责，但发觉他们的赞助商观点保守且改变的过于频繁。在金色先锋重新加入联盟之后，联合大企业多次重组，虽然没有多大的成功。
当毁灭日来到地球并四处横行。金色先锋随后与毁灭日战斗，金色先锋的战斗服在战斗中被摧毁了。蓝甲虫随后给金色先锋设计一件新的战斗服，虽然这套新的战斗服常常出故障。在后来不久与战斗与征服者的战斗中，金色先锋差点丧命并失去了手臂。这次，蓝甲虫又伸出援手，设计了一套全新的战斗服，除了复制的了助推器以前的服装的能力以外还添加一个生命支持系统。这套战斗服还包括一个机械控制的手臂，以取代金色先锋所失去的手臂。

### 极端正义
正义联盟解散之后，金色先锋加入了极端正义（一个团队），由原子队长所领导。作为一名团队队员，金色先锋与超级反派君主达成了一笔交易，他完全治愈了金色先锋的伤，让他可以不再需要战斗服。金色先锋披上了一件新的战斗服，由蓝甲虫所创造，斯基茨作为主机系统控制器。
由于极端正义的解散，这件衣服也被丢弃。哈密尔顿博士又制作了一件新的衣服，基于25世纪科技的服装，跟超人穿的那套能量外套相差无几。这件衣服的外观与他原来的那件衣服更像了。

### 无限危机

#### 无限危机倒计时
在认同危机之后，金色先锋挂起了他的战服，并从打击犯罪之中隐退，以协助蓝甲虫发现谁在操纵科德产业。金色先锋在蓝甲虫家中的一场爆炸中被炸伤，且他的伙伴斯基茨已经被国际象棋大卸八块了。

#### OMAC计划
在OMAC工程系列期刊中，金色先锋召集原国际正义联盟的英雄去调查蓝甲虫的下落。在一系列的结尾，他在肉体和精神上受到很大的创伤，并且在战斗中，大部分的装备被损坏。他看到了他的朋友红火箭战死在沙场。他发现另一位朋友，麦克斯韦尔·罗德，就是杀死蓝甲虫的凶手。事实上，麦克斯韦尔·罗德一直痛恨超级英雄。他也失去了其他DC宇宙中英雄的信任。他自我反省，意识到如果他能够获得更多的在他的未来时代的历史，他可能已经能够向他的朋友发出提前警告了。他给了躺在病床上的战友火一个热吻之后，他将他的护目镜丢到了地板上，只说了一句：“我已经决定回家”，言下之意就是他将回到25世纪。

#### 无限危机
在无限危机中，金色先锋跟斯基茨在位于月球上的正义联盟瞭望塔的废墟中重新出现，他因为“抢劫记录”而被认定为罪犯，他和斯基茨都不能再回到25世纪。斯基茨未能找到缺席的火星猎人的位置，金色先锋找到了海梅·雷耶斯，并及时将他带到了蝙蝠洞中。金色先锋告诉了蝙蝠侠一些他们从25世纪获得的历史记录：因为兄弟眼被蒙蔽起来，所以蝙蝠侠现在无法找到它，但金色先锋告诉蝙蝠侠：他们能胜任这项工作，因为这个小子（指海梅·雷耶斯）是世界上唯一一个能找到兄弟眼的人。最后任务很成功，金色先锋也在摧毁兄弟眼方面立了大功。

### 《52》与超新星

《52》中“超新星”，费尔·西门尼斯所画

在《无限危机》之后，超人、蝙蝠俠、神力女超人暂时退休，其他英雄，出席在大都会举办超级男孩的纪念仪式。金色先锋出席纪念仪式，超人、蝙蝠俠、神力女超人没来这是在他预计之中的，他猜他的机器死党斯基茨有点失灵。之后斯基茨报告了一些错误的历史数据，于是金色先锋前往他的时间旅行同伙利普·亨特的沙漠地堡中寻找答案，但发现其中只有神秘的潦草的笔记。其中金色先锋找到了一些他和斯基茨的图片，且旁边写着“他的错”这三个字，并用箭头指向了金色先锋。
金色先锋貌似对最近闯入大都会的新超级英雄超新星有些反感。他的名声毁于各种不道德的旨在追求宣传和赞助的交易合同上，金色先锋尝试重新赢得人们的注意。

## 能力与装备
尽管金色先锋没有超能力，但他是一名出色的运动健将。

## 其他媒体

### 影集
- 《正義聯盟無限版》：由湯姆·埃弗瑞特·斯科特配音。
- 《蝙蝠俠智勇悍將》：同由湯姆·埃弗瑞特·斯科特配音。
- 《超人前傳》：由Eric Martsolf飾演。
- 2022年《明日傳奇》第七季，由唐諾·法森 (Donald Faison) 飾演：最終季作為時間固定點的守護者登場，隨後與傳奇們被某個時間組織抓住。

### 電影
- 《蝙蝠俠與哈莉奎茵》：由布魯斯·蒂姆配音。

### 游戏
- 《蝙蝠俠：阿卡漢騎士》：金色先鋒出現在一張海報上。

## 外部連結
- Booster Gold's secret origin （页面存档备份，存于） at DC Comics.com
- The Daily Planet: Remembering Booster Gold, Newsarama, August 16, 2006
- Dan Jurgens on the death of Booster Gold, Newsarama, August 29, 2006
- 大漫画资料库上的页面：Booster Gold
- 漫画书数据库：Booster Gold
- Toonopedia entry